# Iterative Tiefensuche
Die iterative Tiefensuche (englisch iterative deepening depth-first search, IDDFS) ist ein Verfahren aus der Informatik zum Suchen eines Knotens in einem Graphen. Der Algorithmus kombiniert die wünschenswerten Eigenschaften von Tiefensuche (geringer Speicherverbrauch) und Breitensuche (Optimalität).
Die iterative Tiefensuche ist wie die normale Tiefensuche eine uninformierte Suche. Sie funktioniert wie die Tiefensuche, vermeidet jedoch durch Begrenzung der Suchtiefe deren Nachteile bezüglich Vollständigkeit. Bei der iterativen Tiefensuche wird iterativ eine beschränkte Tiefensuche durchgeführt, und dabei das Level, bis zu welchem die Beschränkte Tiefensuche den Graphen erkundet, bei jeder Iteration um eins erhöht. Im ersten Schritt werden also alle Knoten, zu denen ein Pfad der Länge 0 führt, mittels Tiefensuche erkundet. Im nächsten Schritt werden dann alle Knoten, zu denen ein Pfad der Länge 1 führt, mittels Tiefensuche erkundet und so weiter. Hierdurch wird erreicht, dass Iterative Tiefensuche prinzipiell auf allen Graphen vollständig ist, da die Suche sich nun nicht mehr in einem endlos langen Pfad verlieren kann.
Damit stellt die iterative Tiefensuche eine Kombination der Tiefen- und der Breitensuche dar. Sie hat einerseits den gleichen Speicherplatzverbrauch wie die normale Tiefensuche (im Arbeitsspeicher muss jeweils maximal ein kompletter Ast bis zur momentanen Iterationstiefe gespeichert werden), liefert aber bei monoton steigenden Pfadkosten, ebenso wie die Breitensuche, eine optimale Lösung. Da für jede neue Iteration auch der bereits durchlaufene Suchbaum komplett neu aufgebaut werden muss, ist die Laufzeit höher als bei normaler Tiefensuche. Da in einem Suchbaum aber jeweils der größte Teil der Knoten Blätter sind, ist dieser geringe Mehraufwand gegenüber den Vorteilen hinnehmbar.

## Algorithmus (informell)
1. Bestimme den Knoten, an dem die Suche beginnen soll
2. Rufe Beschränkte Tiefensuche mit der aktuellen Suchtiefe auf
3. Erhöhe die Suchtiefe um 1 und gehe zu Schritt 2

## Algorithmus (formal)
```
Iterative Tiefensuche
 (Knoten, Ziel)
{
  IterationsTiefe := 0
  while (IterationsTiefe < 
unendlich
)
  {
    
Beschränkte_Tiefensuche
 (Knoten, Ziel, IterationsTiefe);
    IterationsTiefe := IterationsTiefe + 1;
  }
}
```

## Algorithmusbeispiel: Erzeugen des Tiefensuchwaldes (iterativ)
Der folgende iterative Algorithmus erzeugt den Tiefensuchwald eines Graphen G mittels Setzen von Discovery- und Finishing-Times und Färben der Knoten. In Anlehnung an Cormen, Leiserson, Rivest, Stein, Introduction to Algorithms, MIT Press, 2001, werden zunächst alle Knoten weiß gefärbt. Anschließend startet die Tiefensuche per Definition beim alphabetisch kleinsten Knoten und färbt diesen grau. Danach wird ein Stack verwendet, worin der bereits entdeckte Weg bis zu einem Knoten ohne weißen Nachbarn gespeichert wird. Alle Knoten im Stack sind grau.
Der Stack wird abgetragen, bis einer der gespeicherten Knoten noch einen weiteren weißen Nachbarn hat oder der Stack leer ist. Damit wird das der Rekursion eigene Backtracking simuliert.
Die vorgefertigte Methode nextw(u) liefert für einen Knoten u den (per Definition alphabetisch kleinsten) weißen Nachbarn. Existiert kein solcher, liefert sie NULL bzw. FALSE.
```
for
 
each
 
v
 
of
 
G
 
{
		
//Initialisierung:

  
col
[
v
]
 
=
 
w
;
			
//Alle Knoten weiß färben und

  
pi
[
v
]
 
=
 
null
;
			
//Vorgänger auf null setzen

}

time
=
0
;
				

S
=
0
;
				
//Stack S initialisieren

for
 
each
 
u
 
of
 
G
 
{
		
//für alle weißen Knoten u

   
if
 
(
col
[
u
]==
w
)
 
{
		

     
time
++
;
			
//Zeitzähler erhöhen

     
col
[
u
]
 
=
 
g
;
		
//Aktuellen Knoten grau färben

     
d
[
u
]
 
=
 
time
;
		
//Entdeckzeit setzen

     
push
(
S
,
 
u
);
		
//Aktuellen Knoten auf Stack

     
while
 
(
S
!=
0
)
 
{
		
//Solange Stack belegt ist

       
time
++
;
			
//Zeitzähler erhöhen

       
v
 
=
 
nextw
(
u
);
	

       
if
 
(
v
!=
null
)
 
{
		
//wenn nächster weißer Nachbar

         
col
[
v
]
 
=
 
g
;
		
//v grau färben

         
d
[
v
]
 
=
 
time
;
		
//Entdeckzeit setzen

         
pi
[
v
]
 
=
 
u
;
		
//Vorgänger setzen

         
if
 
(
nextw
(
v
)
!=
null
)

           
push
(
S
,
 
v
);

         
u
=
v
;
			
//Aktueller Knoten ist v

       
}
 
else
 
{
			
//wenn v NULL

         
col
[
u
]
 
=
 
s
;
		
//Aktuellen Knoten schwarz färben

         
f
[
u
]
 
=
 
time
;
		
//Finishing-Time setzen

         
if
 
(
S
!=
0
)

           
u
 
=
 
pop
(
S
);
		
//neuer aktueller Knoten von Stack

         
if
 
(
col
[
u
]==
g
)

           
push
(
S
,
u
);
		
//Solange Knoten noch nicht Schwarz, wieder auf den Stack

       
}

     
}

   
}

 
}

```

```
nextw
(
u
)
 
{

  
for
 
each
 
node
 
of
 
adj
[
u
]
 
{

    
if
 
col
[
node
]==
w

      
return
 
node
;

  
}

  
return
 
null
;

}

```

## Eigenschaften

### Speicherplatzverbrauch
Da intern auf Tiefensuche zurückgegriffen wird, ist der Speicherplatzbedarf ähnlich dem der normalen Tiefensuche.

### Laufzeit
Da im schlimmsten Fall alle möglichen Pfade zu allen möglichen Knoten betrachtet werden müssen, beträgt die Laufzeit von Iterativer Tiefensuche {\displaystyle {\mathcal {O}}(\vert V\vert +\vert E\vert )}, wobei {\displaystyle \vert V\vert } für die Anzahl der Knoten und {\displaystyle \vert E\vert } für die Anzahl der Kanten im Graph steht.

### Vollständigkeit
Da sich Iterative Tiefensuche weder in unendlich langen Pfaden noch in Zyklen verlieren kann, ist der Algorithmus vollständig.

### Optimalität
Iterative Tiefensuche ist optimal, falls alle Pfadkosten äquivalent sind, da Tiefensuche in diesem Fall den kürzesten Pfad zu einem Ziel findet. Sind die Pfadkosten jedoch nicht äquivalent, so kann es wie bei der Breitensuche dazu kommen, dass ein suboptimaler Pfad gewählt wird.